# You can't eat fishing
You can't eat fishing er en kortfilm instrueret af Kathrine Windfeld efter manuskript af Ola Saltin.

## Handling
Hvad sker der, når en kvindelig polsk kapitalist møder to danske dovne velfærdsdrenge? På en jobaktiveringstur til Polen møder Jens den polske pige Renata. En dag banker det på døren hos Jens i København. Udenfor står Renata med en stor kuffert. Hun flytter ind, og de to indleder et forhold. Renata opdager dog hurtigt, at Jens ikke laver så meget andet end at fiske, drikke øl og drømme om sit store gennembrud - et trygt og roligt liv betalt at staten. Men Renata har andre planer.